# Vimala Dharma Surya I de Kandy
Vimala Dharma Surya I de Kandy también conocido como Konappu Bandara antes de su coronación y Don Joan de Austria o Don Jhon Appuhamy, fue un rey de Sri Lanka quien gobernó el país de 1590 a 1604. Fue desde finales del siglo XVI hasta a inicios del siglo XVII regente del Reino de Kandy, localizado en las colinas centrales de la actual nación de la isla de Sri Lanka. Su reputación fue construida cuando él con éxito repelió dos grandes ofensivas portuguesas en Kandy, en la Campaña de Danture en 1594 y la Batalla de Balana en 1602, las cuales los portugueses fueron derrotados de manera humillante.

## Reinado
El rey Vimala Dharma Surya fue considerado por varios historiadores como el segundo fundador del Reino de Kandy, responsable de su resurgimiento. Nació Konnappu Bandara, fue bautizado bajo el nombre portugués de Don João da Austria.  En 1594 se casó con la princesa Kusmasana Devi, quien, como Dona Catherina, fue presentada por los portugueses como el destinado al trono y se convirtió en rey. Después de renunciar al cristianismo y adoptar el budismo, Vimala dharma surya construyó un santuario de dos niveles cerca de su palacio para santificar su capital, Kandy, y acomodar la políticamente importante reliquia del diente de Buda.
El explorador holandés Joris van Spilbergen ofreció una alianza para luchar contra los portugueses. Tras estas negociaciones, Sebald de Weert fue enviado oficialmente por el almirante Wybrand van Warwijck para montar un contraataque en conjunto, contra los portugueses. La alianza acabó en desastre, sin embargo durante una ronda de tragos, donde los holandeses se comportaron de manera hostil, según François Valentijn De Weert insultaba a la reina, y De Weert y sus 47 camaradas holandeses que le acompañan, en consecuencia fueron asesinados. Una alianza no sería posible otra vez hasta que en 1612, cuando un nuevo emisario holandés, Marcellus de Boschouwer, estableció un tratado con el Senarat de Kandy, que concluyó con la expulsión de los portugueses de la isla y aproximadamente un siglo de colonización holandesa, y más tarde, los británicos se harán cargo de la isla.

## Budismo
En el momento de su coronación, el budismo estaba al borde de desaparecer de la isla. El rey se enteró que la orden de monjes budistas ya no existía en la isla, por lo que envió a unos de sus ministros a la Baja Birmania, y el budismo se restableció en la isla. En esa época, la reliquia del diente del Buda fue escondida en Delgamuwa Rajamaha Viharaya en Sabaragamuwa. El rey trajo la reliquia del diente a Kandy y construyó un Templo del Diente de dos pisos, cerca el Palacio real de Kandy para albergar la reliquia. También reparó muchos templos budistas en ruinas durante su reino.

## Véasetambién
- Historia de Sri Lanka
- Mahavansha